# Dentro del laberinto (serie de TV)
Dentro del Laberinto (Into the Labyrinth) es una serie de televisión infantil británica, producida por la HTV entre 1980 y 1982. Consta de tres temporadas de siete episodios de 25 minutos cada una, emitidas en España por TVE inicialmente en 1981 y 1982. Fue producida y dirigida por Peter Graham Scott, que la escribió junto con Bob Baker, quien anteriormente había escrito varias historias para Doctor Who.

## Sinopsis
La serie narra una lucha entre hechiceros intemporales, el noble Rothgo (Ron Moody) y la malvada Belor (Pamela Salem). Los dos intentan obtener la posesión del Nidus, un objeto mágico de poder ilimitado. El Nidus pertenecía a Rothgo, pero fue robado por Belor, quien utilizó su propia magia para enviarlo a través del tiempo y el espacio de modo que Rothgo no pudiera encontrarlo. Sin el poder del Nidus, Rothgo acabaría muriendo. 
La primera temporada sigue a un grupo de niños de la época actual (Phil, Helen y Terry) que encuentran a Rothgo, casi inerte, en una cueva laberíntica. Rothgo envía a los niños a través de periodos temporales diferentes para buscar el Nidus, que está camuflado como un objeto diferente en cada periodo y sólo se puede ser visto en un reflejo. Los niños viajan a varios puntos de historia (la Revolución Francesa, la Grecia antigua, la guerra civil inglesa, etc.), en los que encuentran una versión previa de Rothgo que interpreta un personaje de cada periodo. Juntos buscan el Nidus, pero sus intentos son constantemente frustrados por Belor, quien también aparece en cada periodo disfrazada. Cada vez que los niños están a punto de recuperar el Nidus, Belor utiliza su magia para lanzarlo de nuevo a través del tiempo entonando el conjuro "¡Yo os niego el Nidus!".
Al final de la primera temporada los niños localizan el Nidus, ahora con la forma de una espada, y finalmente consiguen burlar a Belor y devolver el Nidus a Rothgo, quien ofrece compartir su poder con Belor. Ella lo rechaza y queda reducida a un cráneo inerte.

## Producción
Algunas escenas del laberinto se rodaron en las cuevas de Cheddar Gorge. Allí se rodaron las escenas inicial y final de la primera temporada, así como imágenes utilizadas como fondos de escenas. La mayoría de las secuencias históricas se rodaron en estudio alrededor del mismo conjunto de cuevas, adaptado para cada periodo. El inicio y fin de las temporadas dos y tres se rodaron en Stanton Drew y Glastonbury Tor, respectivamente.
Los tres niños actores continuaron actuando de adultos. Simon Beal ahora actúa con el nombre artístico de Charlie Caine, y tuvo un pequeño papel en El diario de Bridget Jones. Lisa Turner tuvo un papel protagonista en la obra Bad Girls, mientras que Simon Henderson interpretó a Eddie Hunter en EastEnders.

## Intérpretes
- Rothgo (Serie 1 & 2, 1981): Ron Moody
- Belor (Serie 1 - 3, 1981–82): Pamela Salem
- Phil (Serie 1 - 3, 1981–82): Simon Beal
- Helen (Serie 1 & 2, 1981): Lisa Turner
- Terry (Serie 1 & 2, 1981): Simon Henderson
- Lazlo (Serie 3, 1982): Chris Harris
- Bram (Serie 3, 1982): Howard Goorney